# Peperomia metallica
Peperomia metallica là một loài thực vật có hoa trong họ Hồ tiêu. Loài này được Linden & Rodigas miêu tả khoa học đầu tiên năm 1892.